# جان لويس دي لولم
جان لويس دي لولم (1740 - 16 يوليو 1806) هو منظر جنيفي بريطاني وكاتب سياسي في القضايا الدستورية، ولد في جمهورية جنيف المستقلة آنذاك. انتقل إلى إنجلترا، وأصبح مواطنًا بريطانيًا. أشهر أعماله هو دستور إنجليتير (دستور إنجلترا، 1771)، والذي نُشر لاحقًا باللغة الإنجليزية كذلك. في كتابه، دعا دي لولم إلى شكل دستوري للحكومة يكرس مبدأ أن الملكية والأرستقراطية والديمقراطية يجب أن تكون متوازنة مقابل بعضها البعض. أشاد بعنصر الديمقراطية التمثيلية في الدستور، وحث على تمديد حق الاقتراع. كان لعمله أثر على العديد من واضعي دستور الولايات المتحدة.

## نشأته
ولد دي لولم في جمهورية جنيف المستقلة آنذاك عام 1740. درس في نقابة المحامين، وبدأ ممارسة القانون عندما أُرغم على الهجرة بسبب كتيب كتبه بعنوان فحص ثلاثة أجزاء من الحقوق، والذي جرّم فيه سلطات المدينة. لجأ إلى إنجلترا، حيث عاش عدة سنوات على دخل ضئيل وغير مستقر مصدره المساهمات العرضية في المجلات المختلفة.

## مهنة الكتابة
خلال فترة بقاءه المطولة في إنجلترا، أجرى دي لولم دراسة متأنية للدستور الإنجليزي، والذي نشر نتائجه في دستور إنجليتير (دستور إنجلترا، أمستردام، 1771)، وصدر منه طبعة موسعة ومحسنة باللغة الإنجليزية في عام 1775. أثار العمل اهتمامًا كبيرًا لأنه يحتوي على العديد من الملاحظات الجادة حول أسباب تميز الدستور الإنجليزي مقارنة بالدول الأخرى. مع ذلك، وُصف في الطبعة الحادية عشرة من موسوعة بريتانيكا (1911) بأنه «رغبة واسعة كُتبت قبل الفترة التي عولجت المسائل الدستورية فيها بطريقة علمية».
في الكتاب، دعا دي لولم إلى شكل دستوري للحكومة يكرس مبدأ الحكومة المتوازنة، ويوازن بين الحكومة والقلة والأغلبية، أو أفكار الملكية والأرستقراطية والديمقراطية. انتقد قوة البرلمان البريطاني وصاغ تعبيرًا أصبح يُضرب به المثل: «يمكن للبرلمان أن يفعل كل شيء سوى جعل المرأة رجلًا والرجل امرأة». مع ذلك، أشاد دي لولم بالحكومة البريطانية لأنه، في رأيه، تأثر بملاحظاته ودراسته الخاصة وكذلك بالكتابات السابقة لفولتير ومونتسكيو، وجسد دستور المملكة المتحدة غير المكتوب المثل الأعلى للحكومة المتوازنة أفضل من أي حكومة أخرى في ذلك الوقت. أشاد على وجه الخصوص بعنصر الديمقراطية التمثيلية في الدستور، وحث على تمديد حق الاقتراع.
طور دي لولم تفكيره السياسي وصقله إلى حد كبير في معارضة النظرية الأكثر راديكالية للديمقراطية المباشرة التي دعا إليها مواطنه جان جاك روسو، الذي اتهمه بأنه غير واقعي. يوصف دي لولم أحيانًا بأنه الشخص الذي يُحتمل أن يكون متخفيًا وراء شخصية جونيوس، وهو معلق سياسي.
كتب دي لولم أيضًا باللغة الإنجليزية مقارنة بين الحكومة الإنجليزية وحكومة السويد السابقة (1772)؛ وتاريخ المتسوطون (1776) استنادًا إلى عمل نيكولا بويلو ديسبريو، وهو مقال يحتوي على عدد قليل من القيود حول اتحاد اسكتلندا مع إنجلترا (1787).

## آخر حياته
في عام 1775، وجد دي لولم نفسه مُرغمًا على قبول المساعدة من جمعية خيرية لتمكينه من العودة إلى الوطن. توفي في سيوين، وهي قرية في كانتون شويز، في 16 يوليو 1806.

## إرثه
استلهم الفلاسفة المعاصرون معظم أفكارهم حول الدستور الإنجليزي من دستور دي لولم، إنجليتير، إلى جانب ترجمة ديفيد هيوم لتاريخ إنجلترا (1754-1761). لذلك اعتُبر العمل كتيبًا سياسيًا إلى حد ما. أثر العمل على العديد من واضعي دستور الولايات المتحدة. اعتبر جون آدامز كتاب دي لولم أحد أفضل الكتب في موضوع الدستورية على الإطلاق. جادل البعض بأن عمل دي لولم أثر كذلك على دستور النرويج.